# Meguilà
Meguilà és el desè tractat de l'ordre de Moed de la Mixnà. Aquest tractat i la seva Guemarà tracten sobre les lleis de la festivitat de Purim, i fan comentaris sobre el Llibre d'Ester. El tractat també inclou les lleis relacionades amb la lectura pública de la Torà, a la sinagoga.

## Introducció
Una Meguilà és un relat o un llibre, però el terme per si mateix comunament es refereix al Llibre d'Ester. El tractat talmúdic de Meguilà és el desè tractat de l'ordre de Moed, el seu tema principal és, com el seu nom indica, la lectura del Llibre d'Ester (comunament anomenat Meguilat Esther ) durant la festivitat jueva de Purim.
El tractat Meguilà conté 33 mishnayot (articles), dividits en quatre capítols. El tractat Meguilà tracta sobre la Torà i els profetes, el Shabat, les festivitats, les regles de santificació del indret de culte, i la utilització dels diferents objectes de culte.

## Guemarà
La Guemarà dels savis de Babilònia, i dels savis de Jerusalem, forma juntament amb el text de la Mixnà, el Talmud de Babilònia, i el Talmud de Jerusalem respectivament, aquestes dues obres discuteixen i expliquen les diferents mishnayot, les discussions dels savis que tracten sobre la Halacà (temes legals), o sobre la Hagadà (temes no legals). El Talmud de Babilònia, és ric en frases, proverbis, històries, llegendes i altres interpretacions.

## Halacà
Meguilà 4,10: "La història de Rubèn es llegeix i no es tradueix, la història de Tamar es llegeix i es tradueix, la història del primer vedell es llegeix i es tradueix, la història del segon vedell es llegeix i no es tradueix, la benedicció sacerdotal, la història de David no es llegeix i no es tradueix.
Meguilà 26b : "Els nostres mestres van ensenyar: els utensilis de prescripció que s'han tornat inutilitzables es llencen, mentre que els utensilis de santedat es guarden. Aquí estan els utensilis de prescripció: sucà, lulav, xofar, tzitzit. I aquests són els utensilis de la santedat: les bosses a les quals es col·loquen els rotlles de la Torà, les tefilín i les mezuzot, el mantell a on es guarda el rotlle de la Torà, i la bossa on es guarden els filactèries".

## Hagadà
Meguilà 3a: conté una Hagadà que atribueix el Tàrgum dels llibres profètics al jueu Yonathan ben Uziel.
Meguilà 9a: menciona el Tàrgum, i la traducció al grec de la Tanakh, l'Antic Testament, i les diferències introduïdes voluntàriament entre les dues versions de la Bíblia hebrea. Una traducció de l'Antic Testament al idioma grec, fou anomenada la Septuaginta, i va ser creada per 72 savis antics, a petició del rei Ptolemeu.